# هيد سماشد إن بافلو جمب
هيد سماش-إن بافلو جمب (بالإنجليزية: Head-Smashed-In Buffalo Jump)‏ ويعني الأسم حرفياً الرأس المسحوق بقفزة البافلو، موقع تراث عالمي يقع عند خاصرة جبال روكي، 18 كلم شمال غرب بلدة فورت ماكلويد، مقاطعة البرتا في كندا.

## التأريخ

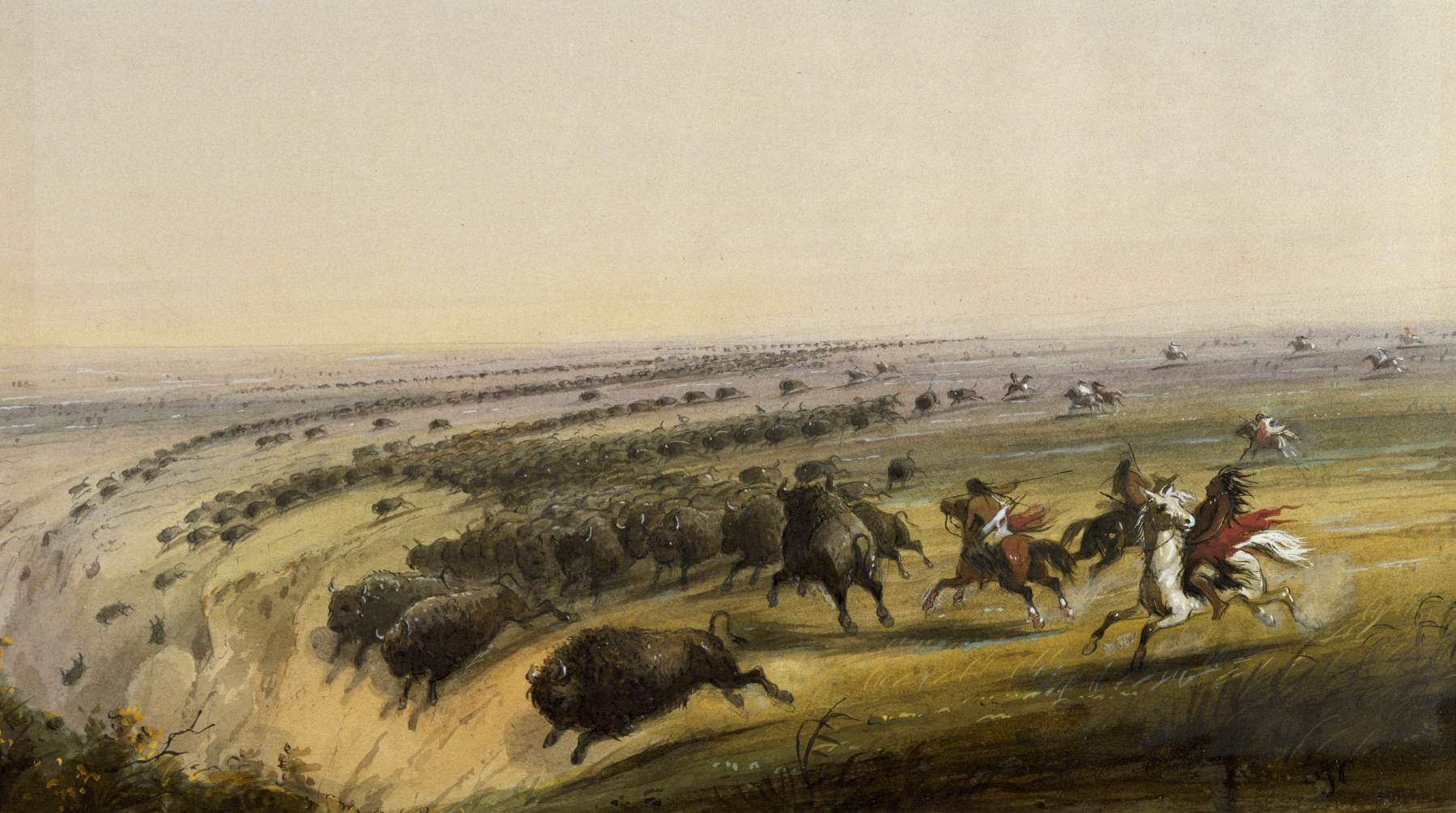
لوحة ل الفريد جاكوب ميلر تُصور صيد البيسون أواخر القرن التاسع عشر

موقع بافلو جمب (بالإنجليزية:  Buffalo Jump)‏ ويعني قفزة الجاموس أسُتخدم لمُدة 5500 سنة من قبل سُكان كندا الأصليين لصيد جاموس البيسون وذلك بمطاردتها ودفعها للسقوط من جرفٍ عاليٍ بارتفاعِ 11 متر.
تَقوم قبائلُ البلاك فوت (القدم السوداء) بدفع قطعان البافلو من مراعيها في تلال«البوركبن» الواقعة على بعد 3 كلم تقريباً غرب موقع البافلو جمب إلى ممرات مسيجة بأكوام الحجارة.عند دخول قطعان البيسون في الممرات المسيجة يقوم شبان مدربون من قبائل البلاك فوت (القدم السوداء) يلبسون أزياء الذئاب أو القيوظ وتقليد أصواتهم وحركاتهم لإثارة الذعر لدى قطعان البافلو داخل الممرات المسيجة في النهاية يندفع القطيع إلى الهاوية ليسقط مما يتسبب بقتل قسم من القطيع وإصابة قسماً آخر مما يسهل ذبحه.
يبلغ طول جرف البافلو جمب حوالي 300م طولاً، وأعلى نقطة فيه عشرة أمتار ارتفاعاً. أسُتخدم هذا الموقع منذ 6000 سنة تقريباً وبقى مُستّعملاً حتى مطلع القرن التاسع عشر، وقد وجدت في الموقعِ أكداس من عِظامِ البيسون المُتخلفة عن عمليات الصيد بسُمك 12متراً.
تُنقل جُثثَ البيسون المُصادةَ إلى مُخيم مُجاور تتوفر فيه كُل مُستلزمات التقطيع والسلخ والطبخ.لايُترك شيء من جثة البافلو حيت تؤكل لحومها وتُستخدم عِظامها وجلودها كملابس ولِصناعة الخيم.
ولاتكمن أهمية الموقع بتوفيره للطعام والاحتياجات الآخرى فقط بل إن وفرة الطعام توفر فرصة للناس لِقضاء أوقات الفراغ بالأعمال الفنية والأنشطة الروحية والدينية الآخرى مما يُضفي على الموقع أهمية ثقافية آخُرى.

## أصل التسمية
طبقاً لأساطير قبائل البلاك فوت فإن أحد الشُبان أراد رؤية سقوط البافلو في الهاوية من الأسفل، لكنه دُفن أسفل الثيران المتساقطة. وقد وجد الشاب لاحقاً تحت كومة من جُثث البافلو ورأسه مسحوق تماماً.

## موقع التراث العالمي
موقع هيد سماشد هُجر خلال القرن التاسع عشر. أول تسجيل للموقع من قبل الأوربيين تم خلال 1880 وأول الحفريات الأثرية تم عام 1938 من قبل المٌتحف الأمريكي للتأريخ الطبيعي.تم تصنيف الموقع كموقع تأريخي وطني في كندا عام 1968، وصُنف كموقع تأريخي أقليمي 1979، وأضيف إلى لائحة التراث العالمي عام 1981.
وقد وصف الموقع بأنه يقدم الدليل على نمط حياة السكان الأصليين في عصور ماقبل التأريخ.

## المُتحف والمركز التفسيري
المركز التفسيري في «هيد سماشد إن» أفُتتح 1987، وقد بُني في جرف من الحجر الرملي على النمط الطبيعي.يحتوي المركز على خمسة أقسام مستقلة تُصّور مُختلف جوانب حياة قبائل القدم السوداء التي كانت تسيطر على البراري قبل وصول الأوربيون إلى كندا من النواحي البيئية، الأساطير، التقنية ونمط الحياة على ضوء الأدلة الآثارية المكتشفة.
يعرض المتحف مخيمات «التبي» (وهي خيم مخروطية الشكل تُصنع من العظام والجلود) وورش الصناعات التقليدية مثل الأحذية والطبول الخ. يستضيف المٌتحف أحداثاً سنوية تُعرض فيها المنتُوجات الفلكورية مثل الملابس والمجوهرات والصناعات اليدوية.